# Quinta Normal, Chile
Quinta Normal este un oraș și comună din provincia Santiago, regiunea Metropolitană Santiago, Chile, cu o populație de 104.012 locuitori (2012) și o suprafață de 13 km2.